# Наго-Торболе
На̀го-То̀рболе (на италиански: Nago-Torbole, на местен диалект: Arcoa, Нах е Турбуле) е община в Северна Италия, автономна провинция Тренто, автономен регион Трентино-Южен Тирол. Разположена е на 222 m надморска височина. Населението на общината е 2793 души (към 2015 г.).
Административен център на общината е село Торболе (на италиански: Torbole).